# Gijsbert de Vries
Gijsbertus (Gijsbert) de Vries (Gombong, 5 september 1888 – 1970) was een Nederlandse schrijver van voornamelijk  jeugdliteratuur. 

## Biografie
Hij was zoon van Rosalia Adolfina Brouwer en onderwijzer (inlandse school) Bram de Vries. Hijzelf trouwde (met de handschoen), wonende in Soerabaja als tweede luitenant van de infanterie, in 1916 in Arnemuiden met de Zeeuwse slagersdochter Johanna Cornelia de Hamer. Zij overleed in 1942 in Overveen, wonende aan de Oranje Nassaulaan 82.

### Publicaties
Na een carrière bij het KNIL debuteerde De Vries in 1927 met een etnografisch werk over de Berg-Alfoeren op Ceram. Daarna volgde een serie jeugdboeken, zich afspelend in Nederlands-Indië, waarvan een werd bekroond met de Garoedaprijs voor jeugdboeken.